# Сусерка
Сусерка или Сусерки (на македонска литературна норма: Сусерка) е праисторическо селище от Новокаменната епоха край село Амзабегово (Анзабегово), Северна Македония.

## Местоположение
Намира се в подножието на рида Богословец, на границата между селата Делисинци, Богословец и Амзабегово.

## Описание
По повърхността на нивите се срещат фрагменти от керамични съдове и оръдия от камък и кремен.